# Carl Heinrich Rosentreter
Carl Heinrich Rosentreter (* 12. Dezember 1754 in Aschersleben; † 21. Januar 1820 ebenda) war ein deutscher Unternehmer und Abgeordneter der Reichsstände des Königreichs Westphalen.

## Leben
Carl Heinrich Rosentreter war der Sohn des Kaufmanns Carl Philipp Rosentreter und dessen Gemahlin Amalie Juliane Haupt.
Er besuchte von Dezember 1766 bis November 1768 die Franckeschen Stiftungen in Halle, erlernte den Beruf des Kaufmanns und wurde Fabrikant in Aschersleben. Hier vertrieb er Erzeugnisse der Tuchmacher. Im Januar 1789 begann seine Mitgliedschaft in der Gilde „Deutsch-Französische Kaufmannschaft“. Vom 2. Juni 1808 bis zum 26. Oktober 1813 (Ende der Herrschaft Napoleon) war er als Vertreter der Kaufleute und Fabrikanten für das Saale-Departement Abgeordneter der Reichsstände des Königreichs Westphalen.